# Минск М106
«Минск» М106 — лёгкий дорожный двухместный мотоцикл из семейства мотоциклов «Минск» производства Минского мотоциклетно-велосипедного завода (БССР, г. Минск, современное название — ОАО «Мотовело»). Выпускался с 1971 по 1973 год. Предшественник — модель «Минск» М105, преемник — «Минск» ММВЗ-3.111.

## Устройство
Модель мотоцикла «М106» является дальнейшим развитием предыдущей модели «М105». Изменения касаются и внешнего вида — бензобак приобрёл более современную форму и стал вмещать 12 литров топлива. На мотоцикле М-106 впервые был установлен багажник, который стал обязательной принадлежностью минских мотоциклов.

### Двигатель
Двигатель одноцилиндровый, с воздушным охлаждением и двухканальной возвратной продувкой. Головка цилиндра из алюминиевого сплава.
Двигатель на модели М106 был доработан: мощность двигателя повышена за счёт лучшего наполнения цилиндра, применения нового глушителя и карбюратора К-36С с диаметром диффузора 24 мм, в результате чего была получена мощность 9 л. с. при 5 500 об/мин. Для двигателя требуется топливо из смеси масла и бензина в соотношении 1 : 25.

### Трансмиссия
Коробка передач четырёхступенчатая. Механизм переключения передач — ножной. Сцепление многодисковое, в масляной ванне. Привод на заднее колесо — цепью, с защитой главной передачи штампованными кожухами и резиновыми чехлами цепи.

### Ходовая часть
Рама трубчатая, закрытого типа, усилена (в отношении к М105). Подшипники ступиц колёс увеличены — с № 201 на № 202. Передняя вилка телескопического типа с гидравлическими амортизаторами. Задняя подвеска маятникового типа с гидравлическими амортизаторами.

## Техническая характеристика
| Длина, мм                         | 1 960                                      |
| Ширина, мм                        | 660                                        |
| Высота, мм                        | 1 000                                      |
| База, мм                          | 1 230—1 255                                |
| Дорожный просвет, мм              | 135                                        |
| Максимальная нагрузка, кг         | 150                                        |
| Сухой вес, кг                     | 100                                        |
| Макс. скорость, км/ч              | 85                                         |
| Средний расход топлива, л/100 км  | 3,5-4                                      |
| Диаметр цилиндра, мм              | 52                                         |
| Ход поршня, мм                    | 58                                         |
| Рабочий объём двигателя, см3      | 123                                        |
| Степень сжатия                    | 8.5                                        |
| Мощность двигателя, л. с.         | 9                                          |
| Обороты при макс. мощности об/мин | 5 500                                      |
| Карбюратор                        | К-36С                                      |
| Воздухофильтр                     | контактно-масляный                         |
| Топливо                           | бензин А-76                                |
| Ёмкость бензобака, л              | 12                                         |
| Моторная передача                 | Цепь ПВ-9.525-1200                         |
| Передаточное число                | 2,75                                       |
| Сцепление                         | многодисковое, в масляной ванне            |
| Число ведущих дисков              | 4                                          |
| Коробка передач                   | 4-ступенчатая                              |
| Передаточные числа                | I - 2,92, II - 1,97, III - 1,33, IV - 1,00 |
| Главная передача                  | закрытая цепь ПР-12,7-1888-2               |
| Передаточное число                | 2,67                                       |
| Колеса (ступицы)                  | штампованные                               |
| Шины                              | 65-484 (2.50-19")                          |
| Седло                             | двойное, типа подушка                      |
| Генератор                         | Г-411                                      |
| Катушка зажигания                 | Б-300                                      |
| Опережение зажигания (мм до ВМТ)  | 3,2 — 3,7                                  |
| Лампа фары                        | 32×21                                      |
| Стоп-сигнал                       | ФП-230                                     |
| Указатель поворотов               | отсутствует                                |
| Спидометр                         | СП-115                                     |
| Сигнал                            | С-34                                       |
| Переключатель света               | П-200                                      |